# Бочала
Бочала́ (крим. Boçala, з 1945 по 2023 — Уда́рне) — село в Україні, у Білогірському районі Автономної Республіки Крим. Підпорядковане Мельничній сільській раді.
Відстань від райцентру до населеного пункта Бочала становить 19 кілометрів по прямій.
12 травня 2016 року постановою Верховної Ради України № 1352-VIII селу повернено назву Бочала відповідно до вимог закону «Про засудження комуністичного та націонал-соціалістичного (нацистського) тоталітарних режимів в Україні та заборону пропаганди їхньої символіки». Постанова набрала чинности у 2023 році.